# شانشی لوان
شانشی لوان (انگلیسی: Shanxi Lu'an) شرکت برق چینی است، که در سال ۱۹۹۷ تأسیس شد.